# Leptostylus macrostigma
Leptostylus macrostigma là một loài bọ cánh cứng trong họ Cerambycidae.